# UEFA 네이션스리그
UEFA 네이션스리그(UEFA Nations League)는 유럽 축구 연맹(UEFA) 회원국의 국가대표팀이 참가하는 국가 대항 축구 대회이다. 유럽 축구 연맹에 가입한 55개국을 실력 순서대로 4개 리그(리그 A, 리그 B, 리그 C, 리그 D)로 나누어 편성하여 진행하는 승강제 대회이다.
각 리그마다 조 1위는 상위 리그로 진출하는 반면 조 꼴찌는 하위 리그로 강등된다. 최상위 리그인 리그 A에서 조 1위를 하면 결선 토너먼트인 파이널에 진출하며 최하위 리그인 리그 D에서는 더 이상 강등 당할 자리가 없기 때문에 조 1위가 상위 리그로 승격하는 규정 밖에 없다.

## 설립
2013년 10월 노르웨이 축구 협회 회장을 역임하고 있던 윙베 할렌(Yngve Hallén)이 모든 UEFA 회원국의 국가대표팀이 참가하는 대회 창설을 제안했다.
2014년 3월에는 유럽 축구 연맹 사무총장을 역임하고 있던 잔니 인판티노(Gianni Infantino)가 대회 창설에 대한 지지 의사를 표명했다. 2014년 3월 27일 카자흐스탄 아스타나에서 열린 제38차 UEFA 연례 회의에 참석한 UEFA 회원국의 축구 협회들이 UEFA 네이션스리그 창설을 승인했다.

## 구성
유럽 축구 연맹에 가입한 55개국 축구 국가대표팀을 UEFA 계수에 따른 순위에 따라 4개 리그(리그 A, 리그 B, 리그 C, 리그 D)로 나누어 편성한다. 하나의 리그는 4개 조로 구성되어 있는데 2020-21시즌부터 리그 A는 16개 팀(1위 ~ 16위 팀), 리그 B는 16개 팀(17위 ~ 32위 팀), 리그 C는 16개 팀(33위 ~ 48위 팀), 리그 D는 7개 팀(49위 ~ 55위 팀)이 참가한다. 첫 UERA 네이션스 리그인 2018-19년 UEFA 네이션스리그는 FIFA 월드컵에서 우승을 한 적이 있을 경우(이탈리아, 독일, 프랑스, 스페인, 잉글랜드) 리그 A에서 시작했다.
리그 A에 속한 각 조에서 1위를 차지한 팀들끼리는 결선 토너먼트를 통해 우승 팀을 결정한다. 리그 간에는 승강제가 있는데 상위 리그에 속한 각 조에서 최하위를 기록한 팀은 하위 리그로 강등되고 하위 리그에 속한 각 조에서 1위를 기록한 팀은 상위 리그로 승격된다. 다만 리그 D의 경우 가장 낮은 리그인 특성 상 강등은 없다.
결선 토너먼트 개최국은 리그 A에서 결선 토너먼트에 진출한 국가 중에서 선택된다.

## 타 대회와의 연계성
UEFA 유럽 축구 선수권 대회 지역예선 또는 FIFA 월드컵 유럽 지역 예선에 이 대회와 연동된다. 이 대회에서 각 리그 별 승격팀은 승격팀간 랭킹을 정해 랭킹이 높은 순서대로 지역예선 탈락 면제라는 특권을 부여받아 조 3위 이하일 경우 성적에 상관없이 플레이오프에 무조건 진출한다. 상위 랭킹의 팀이 본선에 직행하거나 조 2위로서 플레이오프에 진출하면 순번을 넘겨주는 방식으로 단 2개 팀에 한해 지역예선 탈락이 면제된다. 이로 인해 오스트리아는 2022-23년 UEFA 네이션스리그 승격팀(리그 B → 리그 A) 자격으로 2022년 FIFA 월드컵 유럽 지역 예선 F조에서 조 4위를 기록함에도 불구하고 지역예선 플레이오프에 진출했다.
순서는 다음과 같다.
1. UEFA 네이션스 리그 우승팀(리그 A 1위)
2. UEFA 네이션스 리그 준우승팀(리그 A 1위)
3. UEFA 네이션스 리그 3위팀(리그 A 1위)
4. UEFA 네이션스 리그 4위팀(리그 A 1위)
5. UEFA 네이션스 리그 리그 B → 리그 A 승격팀(리그 B 1위) 중 1위
6. UEFA 네이션스 리그 리그 B → 리그 A 승격팀(리그 B 1위) 중 2위
7. UEFA 네이션스 리그 리그 B → 리그 A 승격팀(리그 B 1위) 중 3위
8. UEFA 네이션스 리그 리그 B → 리그 A 승격팀(리그 B 1위) 중 4위
9. UEFA 네이션스 리그 리그 C → 리그 B 승격팀(리그 C 1위) 중 1위
10. UEFA 네이션스 리그 리그 C → 리그 B 승격팀(리그 C 1위) 중 2위
11. UEFA 네이션스 리그 리그 C → 리그 B 승격팀(리그 C 1위) 중 3위
12. UEFA 네이션스 리그 리그 C → 리그 B 승격팀(리그 C 1위) 중 4위
13. UEFA 네이션스 리그 리그 D → 리그 C 승격팀(리그 C 1위) 중 1위
14. UEFA 네이션스 리그 리그 D → 리그 C 승격팀(리그 C 1위) 중 2위

## 참가국
유럽 축구 연맹(UEFA)에 가입한 55개국 축구 국가대표팀이 참가한다.

### 타 대륙 초청 시도
UEFA 네이션스리그에서는 남아메리카를 초청하는 방안이 검토되기도 했다.
- 리그 A: 브라질[1], 아르헨티나[1], 콜롬비아, 칠레, 우루과이[1], 페루
- 리그 B: 파라과이, 에콰도르, 베네수엘라, 볼리비아

하지만 남아메리카 측에서 일정상의 이유로 거절하는 바람에 무산되었다.

## 시즌
2018년부터 2019년까지 UEFA 네이션스리그의 1번째 시즌이 열렸다. 2018년 9월부터 2018년 11월까지는 각 리그 간의 조별 예선 경기가 열렸으며, 2019년 6월에는 리그 A에 속한 조 1위 팀 간의 결선 토너먼트가 열렸다. 2018-19년 UEFA 네이션스리그 시즌은 UEFA 유로 2020 예선과 연계되어 진행되었다.

## 역대 시즌

### 역대 결승전 & 3･4위 결정전
| 시즌    | 개최국   | 결승전   | 결승전                   | 결승전     | 3·4위 결정전 | 3·4위 결정전             | 3·4위 결정전 |
| 시즌    | 개최국   | 우승     | 득점                     | 준우승     | 3위          | 득점                     | 4위          |
| ------- | -------- | -------- | ------------------------ | ---------- | ------------ | ------------------------ | ------------ |
| 2018-19 | 포르투갈 | 포르투갈 | 1 - 0                    | 네덜란드   | 잉글랜드     | 0 - 0 (a.e.t.) (6 - 5 p) | 스위스       |
| 2020-21 | 이탈리아 | 프랑스   | 3 - 1                    | 스페인     | 이탈리아     | 2 - 1                    | 벨기에       |
| 2022-23 | 네덜란드 | 스페인   | 0 - 0 (a.e.t.) (5 - 4 p) | 크로아티아 | 이탈리아     | 3 - 2                    | 네덜란드     |
| 2024-25 | 독일     | 포르투갈 | 3 - 3 (a.e.t.) (5 - 3 p) | 스페인     | 프랑스       | 2 - 0                    | 독일         |

## 같이 보기
- UEFA 유럽 축구 선수권 대회
- UEFA 여자 네이션스리그